# Aspidistra locii
Aspidistra locii là một loài thực vật có hoa trong họ Măng tây. Loài này được Arnautov & Bogner mô tả khoa học đầu tiên năm 2004.